# Līdztiesība
Līdztiesība (lettisch für „Gleichberechtigung“) war eine politische Partei in Lettland, die hauptsächlich von der russisch-sprechenden Minderheit im Land unterstützt wurde.

## Geschichte
Die Partei hatte ihren Ursprung in der Fraktion Līdztiesība des Obersten Sowjets der LSSR. Diese Fraktion vereinigte Abgeordnete (meist russischsprachige), die für das Weiterbestehen der Sowjetunion eintraten. Langjährige Vorsitzende war Tatjana Ždanoka.
Vorsitzende der ursprünglichen Fraktion waren Sergejs Dīmanis und später Leonids Kurdjumovs. Die 1993 als „Bewegung für Gleichberechtigung und soziale Gerechtigkeit“ bezeichnete Organisation wurde im Jahr 1996 zu einer politischen Partei. Seit 2000 wird sie einfach „Gleichberechtigung“ genannt. Die Leiter der Partei waren Sergejs Dīmanis und Tatjana Ždanoka, später Tatjana Ždanoka und Vladimirs Buzajevs. Im Mai 1998 schloss sich die Partei mit der Sozialistischen Partei Lettlands und der Partei der Volksharmonie zur Gruppierung „Für Menschenrechte im vereinten Lettland“ zusammen und ging so auch in die lettischen Parlamentswahlen am 5. Oktober 2002. Die Koalition erreichte 18,9 % der Stimmen und 25 von 100 Sitzen in der Saeima. Im Jahre 2003 erfolgte der Austritt der Partei der Volksharmonie (lett. Tautas Saskaņas partija). Auf der 11. Parteikonferenz von „Līdztiesība“ 2007 wurde beschlossen die Partei in Brīvā izvēle tautu Eiropā, die Schwesterpartei des Wahlbündnisses, einzugliedern.